# Polietes steinii
Polietes steinii är en tvåvingeart som först beskrevs av Ringdahl 1913.  Polietes steinii ingår i släktet Polietes och familjen husflugor. Arten är reproducerande i Sverige. Inga underarter finns listade i Catalogue of Life.